# Lilla Malma landskommun
Lilla Malma landskommun var en tidigare kommun i Södermanlands län.

## Administrativ historik
Den 1 januari 1863, när kommunalförordningarna började tillämpas, skapades över hela riket cirka 2 500 kommuner, varav 89 städer, 8 köpingar och resten landskommuner. Då inrättades i Malma socken i Villåttinge härad i Södermanland.
1952 genomfördes den första av 1900-talets två genomgripande kommunreformer i Sverige. Kommunen gick då upp i Malmköpings köping. Denna i sin tur upplöstes år 1971 varvid detta område fördes till Flens kommun.

## Politik

### Mandatfördelning i Lilla Malma landskommun 1938-1946
| 8 | 7 |

| 15 |

| 15 |

| 13 |

| 7 | 8 |

| 12 | 3 |